# Исторически музей (Бургас)
Историческият музей в гр. Бургас е разположен в сграда, от епохата на неокласицизма. Тя е построена през 1901 г. от гръцкия търговец Ахилея Йоанидис. Превърната е в градски музей през 1981 г. Музеят разполага с три изложбени зали, разположени на три етажа.
На първия етаж са представени акценти от историята на гр. Бургас, чрез текстове, снимки и предмети от фонда на музея, както и интериорни презентации. Тази постоянна експозиция дава информация за няколко археологически обекти на територията на града, възрожденското му развитие, бойният път на Бургаския 24 пехотен полк, модернизирането на пристанищния град в началото на XX век, както и промяната на облика му след 1944 г.
Приземният етаж е оформен като зала за временни изложби – собствени и гостуващи.
На втория етаж се намира Иконната зала, в която са подредени ценни възрожденски икони от Тревненската иконописна школа, старопечатни книги и църковна утвар от средата и края на XIX век. Свое място са намерили и предмети от колекция „Европейско приложно и изящно изкуство“ – кристални огледала и чаши, порцелан, бронзови пластики от епохата на класицизма и късния барок.
В дворното пространство на Историческия музей се намира „Стената на буквите“, която илюстрира 11 от най-древните писмени системи в света – клинопис, египетски йероглифи, древноиндийската писменост „брахми“, финикийска писмена система, латинска, китайска, руническа, гръцка, арабска, глаголица и кирилица. Това е първата по рода си експозиция в България.
- Снимки от Историческия музей в Бургас
- Експозиция – история на Бургас
- Стената на буквите
- Експозиция – стена оръжия